# Paleoamericans
Els paleoamericans o paleoamerindis és l'era inicial i la més llarga de la història americana. Comprèn tots els successos esdevinguts aproximadament abans del 8000 aC). Durant aquest temps, es van desenvolupar les primeres eines de pedra i les bases de la diversitat ètnica i lingüística d'Amèrica precolombina. Per extensió, s'aplica també el terme per designar els éssers humans que van viure en el continent durant aquesta fase.

Mapa de les primeres migracions humanes basat en la recent teoria de la migració africana.
Homo sapiens
Neanderthals
Primers homínids

L'inici d'aquesta gran fase històrica és motiu de debat entre els especialistes. Si bé tots estan d'acord que inicia la primera presència humana a Amèrica, no hi ha consens sobre el moment en què això va ocórrer i les rutes migratòries que van seguir aquests grups. Per moltes dècades, la proposta dominant va ser l'anomenada teoria del poblament tardà, per la qual els primers humans no van poder haver arribat abans de l'11.000 aC a causa de condicions climatològiques i al fet que no hi ha evidència arqueològica vàlida que recolzi una data anterior.
Alguns descobriments posteriors als anys seixanta van posar en dubte la validesa d'aquesta proposta. Alguns llocs situats en el centre i sud del continent van llançar dates per radiocarboni més antigues que les ofertes pels partidaris de la teoria del poblament tardà ―també anomenada Clovis I―, la qual cosa va donar pauta a l'enfortiment de la teoria del poblament primerenc. Moltes d'aquestes troballes han estat objectades per inconsistents, generalment amb l'argument d'una contaminació del jaciment per factors no humans. No obstant això, la solidesa de l'evidència trobada a monte Verde (Xile) no deixa lloc a dubte, i les seves dates per radiocarboni (12.800 aC) són anteriors a les de qualsevol altre jaciment nord-americà lliure d'objecció.
Les dades disponibles per a la història d'aquest període són escasses, particularment en les època més antigues, i generalment es tracta d'inferències a partir de les troballes arqueològiques, que consisteixen principalment en eines de pedra i restes orgàniques ―humanes, animals i vegetals― o d'antics campaments. A partir d'aquestes, s'observa una complexitat creixent i una exploració tecnològica que va donar com a resultat una major diversitat de materials per a la confecció d'eines i l'especialització d'aquestes per a diverses activitats.

## Poblament d'Amèrica

Evolució del pont de Beríngia (1.000 anys)

Durant l'última glaciació (glaciació de Würm), la concentració de gel als continents va fer descendir el nivell dels oceans en uns 120 metres. Aquest descens va fer que en diversos punts del planeta es creessin connexions terrestres, com per exemple Austràlia amb Tasmània i Nova Guinea; Filipines i Indonèsia; Japó i Corea. Un d'aquests llocs va ser el denominat pont de Beríngia. A causa que l'estret de Bering, que separa Àsia d'Amèrica, té una profunditat d'entre 30 i 50 metres, el descens de les aigües va deixar al descobert un ampli territori que va assolir 1.500 quilòmetres d'ample, unint les terres de Sibèria i Alaska, fa aproximadament 40.000 anys.
| « | Existia aleshores un pont terrestre entre Àsia i Alaska, que va aparèixer quan les glaceres de l'últim període glacial estaven en el seu màxim, apresant milions de quilòmetres de precipitació que normalment haurien anat als oceans. La falta d'aquesta aigua va reduir el nivell del mar de Bering més de 90 metres, prou per convertir els baixos de l'estret en un pont de terra que unia els dos continents. | » |

Aquest fenomen natural va succeir dues vegades: la primera fa aproximadament 40.000 anys i es va mantenir 4.000 anys; la segona formació es va produir aproximadament fa 25.000 anys per 11.000-10.500, segons Scott A. Elias. Després, al final de la glaciació, es van inundar els territoris i es va separar definitivament Àsia d'Amèrica en el que avui és l'estret de Bering. Aquestes dues ocasions van ser una oportunitat propícia perquè tribus de Sibèria travessessin cap a Amèrica.
Una de les teories sobre l'arribada de l'ésser humà a Amèrica és la de l'encreuament pel pont de Bering: els científics afirmen que el pont de Bering, en condicions de ser transitat per humans i animals, va durar un "breu" període durant l'última glaciació, quan el nivell del mar va arribar a baixar 120 metres aproximadament, i l'actual estret de Bering es va convertir en istme, durant dues etapes. La primera etapa va durar uns 4.000 anys i la segona etapa, uns 15.000 anys. És a dir, el pont de Bering es va mantenir en condicions de trànsit durant uns 19.000 anys.
La ruta que van seguir els primers humans que van creuar va poder haver estat per les valls situades al sud dels muntanyes Txukots a Àsia, i l'entrada a Amèrica va poder haver estat per la península de Seward. Entre tots dos punts extrems a Sibèria i Alaska, no hi ha més de 75 quilòmetres.
La ruta de Bering és indiscutible i està confirmada per proves arqueològiques, genètiques i culturals. El que actualment es discuteix és si aquesta va ser l'única ruta per a l'entrada d'Homo sapiens a Amèrica i l'època de les migracions. La mateixa ruta de Bering presenta dues possibilitats: l'una netament terrestre i l'altra costanera, fins i tot de cabotatge. La primera d'ambdues probabilitats, fins fa poc gairebé "oficial" en la comunitat científica, actualment és objectada, ja que la ruta netament terrestre significava travessar zones glacials o gairebé glacials on la supervivència humana era molt difícil, mentre que un cabotatge sense dubtes va ser perfectament practicable, i això explicaria que es trobin a Amèrica del Nord jaciments més antics a les zones costaneres del Pacífic properes a Califòrnia i que els jaciments trobats fins ara en zones més septentrionals d'Amèrica del Nord siguin més tardans.
Els primers jaciments nord-americans presenten restes humanes d'un fisiotipus diferent al dels amerindis típics; es troben més semblances amb els paleosiberians del jaciment del riu Iana; és per això que es parla d'una primera població de paleoamericans a la qual després es va sobreposar la dels nadius americans. L'arribada dels primers humans a Amèrica s'hauria produït fa al voltant de 35.000 anys enrere.
Altres rutes de probables migracions van ser les següents:
- Península de Kamtxatka (Sibèria), illes Aleutianes (Pacífic), costa sud de la península d'Alaska. Procedència: asiàtica. Haurien utilitzat embarcacions rudimentàries.
- Islàndia, Groenlàndia, Labrador, Terranova. Procedència: europea. Remy Coteville-Giraudet va documentar entre 1928 i 1931 la hipòtesi de l'origen europeu (cromanyó) dels pells roges (algonquins). Emerson Greenman, el 1963, va plantejar la ruta hipotètica de la migració europea a Amèrica durant el Paleolític superior i l'origen europeu dels beothuks de Terranova. Bruce Bradley i Dennis Stanford van replantejar el 1999 l'existència d'aquesta migració, basats en les similituds entre la indústria lítica solutriana, i la cultura Clovis.
- Oceania, Antàrtida, Amèrica del Sud: van haver d'usar rais primitius (teoria de l'antropòleg portuguès A. Mendes Correia).
- Melanèsia, Polinèsia, Amèrica: també van haver d'usar rais, del tipus polinesi actual (teoria de l'antropòleg francès Paul Rivet).

## Períodes
Dins del període paleamericà es poden distingir dues fases:
- Caçadors recol·lectors indiferenciats: cultures caracteritzades per una indústria lítica arcaïtzant (caires tallats, llesques musterianes, bifaços...). Les restes són escasses però poden posar-se exemples datats per sobre dels 30.000 anys d'antiguitat en tot el continent: Topper (als Estats Units), Pedra Furada (a Brasil), Tlapacoya (a Mèxic) i monte Verde (a Xile).

- Puntes de projectil: cultures de tecnologia lítica molt avançada i amb una economia basada en la caça d'animals de grandària mitjana i gran. Apareixen fa uns 13.000 anys i es caracteritzen per diversos tipus de puntes de llança foliàcies finament elaborades, les més famoses són les de la cultura Clovis (sud dels EUA), encara que, per descomptat, n'hi ha moltes més. Cal destacar, per situació geogràfica, la cova Fell (a Pali Aike, Xile), amb puntes de cua de peix, es daten en l'11000 aC

## Subperíodes

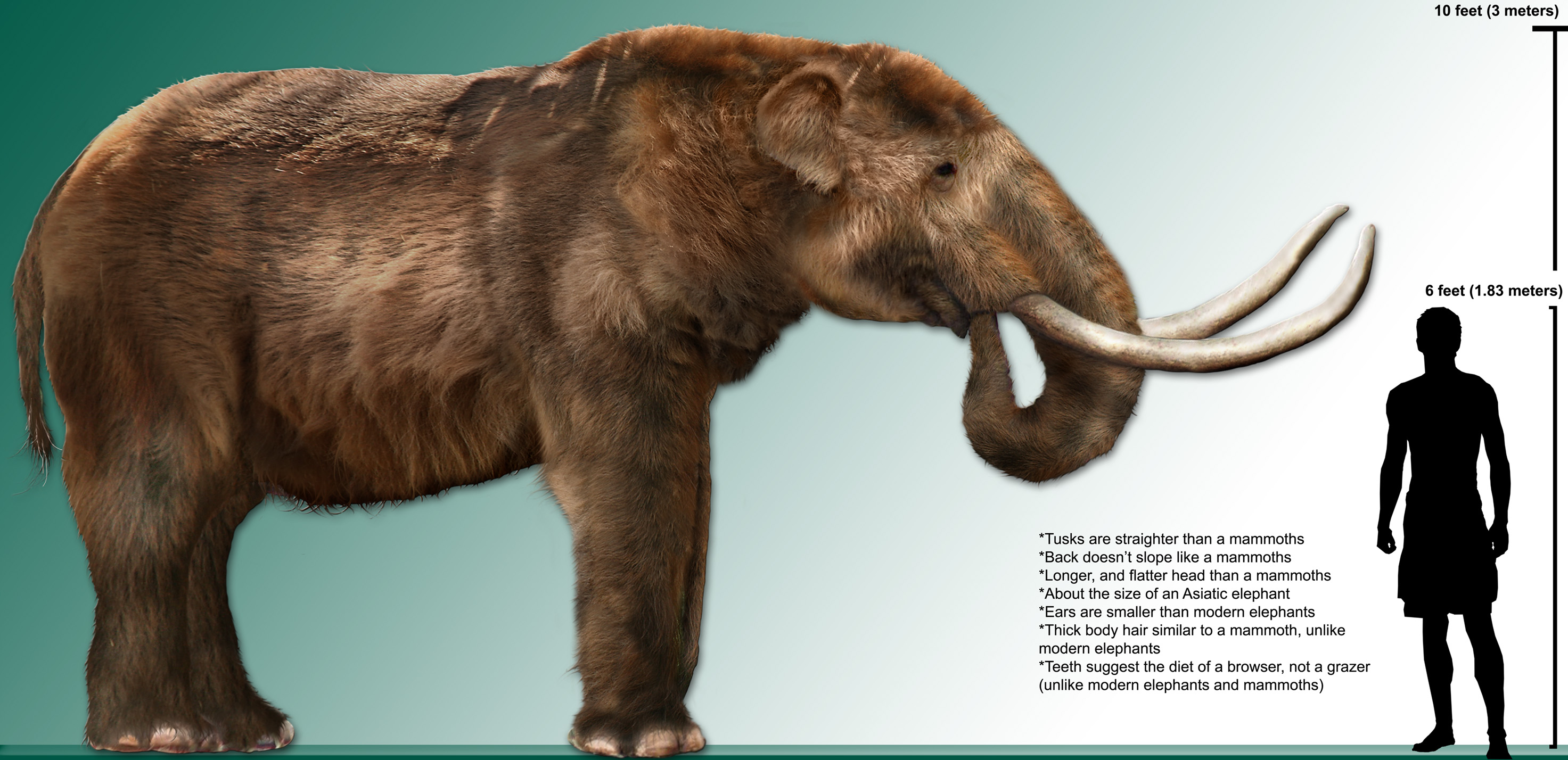
El Mammut americanum (mastodont americà) es van extingir fa uns 12.000-9.000 anys, a causa de les activitats humanes o pel canvi climàtic. En els darrers anys s'ha proposat una causa híbrida d'activitat humana-canvi climàtic. Vegeu també extincions del Quaternari o extinció de l'Holocè

### Període protoamerindi
Amb una data d'arrencada que queda oberta, ja que encara no s'ha dit l'última paraula quant al moment de l'arribada dels primers humans al continent, aquest subperíode es perllonga fins a aproximadament 20000 aC. En aquest lapse, els immigrants inicien la seva adaptació al nou medi ambient i s'expandeixen per tots els confins. Els protoamerindis eren bàsicament cercadors de menjar que van creuar l'estret perseguint les seves preses (mamuts, antics bisons, etc.), integrant bandes de caçadors recol·lectors que lentament van anar desplaçant-se cap al sud. El seu instrumental era preferentment fabricat en fusta, os i pedra, treballant aquesta última mitjançant la talla per percussió. D'aquesta manera van produir grans choppers (destrals de mà), raspadors, martells i eines bifaces que s'han trobat en les excavacions arqueològiques en abundància. A Veneçuela (Jobo i Cumaré), a Califòrnia (Farmington), apareixen soterrats per material al·luvial. A Texas i Idaho (EUA), a Muaco (Veneçuela), a Tequixquiac (Mèxic), a Pikimachay (Perú), es troben associats a restes de fauna extinta de fa 22.000 anys. A Argentina, en l'altiplà andí i a la regió Valliserrana apareixen restes semblants.
Els protoamerindis integraven petits grups composts per famílies de caçadors menors i recol·lectors que es cobrien amb les pells dels animals que mataven als voltants de les glaceres. Alguns grups amb major mobilitat van anar desplaçant-se cap al sud, cap a regions que oferien major varietat d'aliments vegetals i animals. Les troballes de menys de 20.000 anys mostren una variació en la manera de vida d'aquests caçadors recol·lectors, la qual cosa ens indica el començament d'una nova etapa.

### Període paleoamerindi

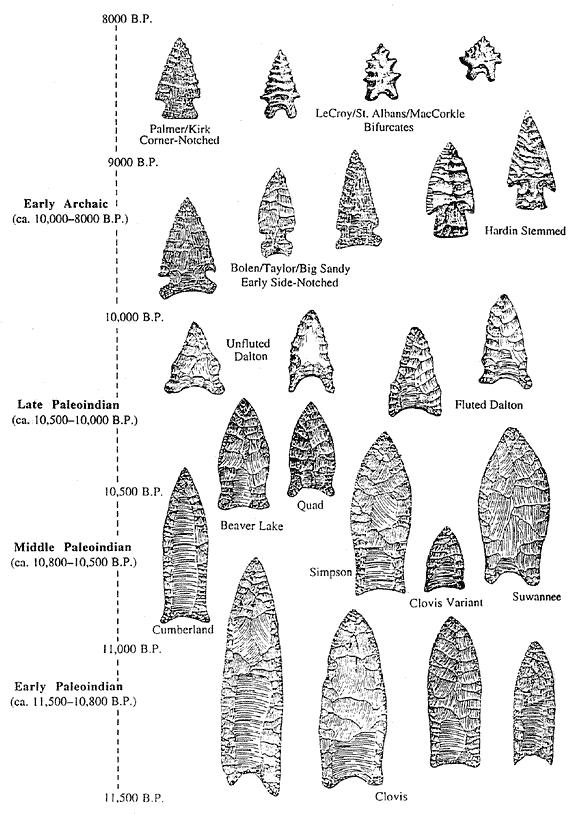
Diferents tipus de puntes lítiques, dels períodes paleoamericans al sud-est dels Estats Units

En aquest període, que s'estén des del 20000 fins al 8000 aC, és abundant la quantitat de restes arqueològiques trobades als Estats Units, Mèxic, Amèrica central i Amèrica del Sud. Apareix una nova indústria lítica, la de les puntes de projectil, tallades finament en pedra que presenten varietats denominades Clovis, amb forma de llança, folsom, inca, fell, cua de peix, etc., que demostren la gran difusió d'aquesta tècnica, que arriba fins al nord-oest argentí, al riu de la Plata, Patagònia i Tierra del Fuego. L'especialista alemany Müller Beck afirmava que aquesta tècnica va poder ser aportada per nous immigrants procedents d'Àsia que van passar per Bering fa entre 28.000 i 23.000 anys, abans que l'últim avanç de la glaciació Wisconsin tanqués el corredor d'Alaska.
L'altra gran innovació del període fou l'àtlatl o propulsor, artefacte que augmentava l'eficàcia en el llançament de les javelines per part dels caçadors. Aquestes millores tecnològiques van constituir la base de les grans cultures caçadores del Plistocè, que van habitar les prades i valls boscoses nord-americanes de clima benigne i abundància d'animals de presa. Els jaciments excavats assenyalen llocs de campament i matança, amb restes industrials i ossos de bèsties fòssils.
Encara que no han quedat testimoniatges, se suposa que van fabricar xarxes, cordes, adorns d'os i plomes, etc. A Mesoamèrica (Mèxic i Amèrica central) i Amèrica del Sud s'han reconegut versions d'aquestes formes culturals perfectament adaptades al medi ambient, que complementaven la caça major amb la recol·lecció, desenvolupant un estil de vida que va perdurar per segles sense modificacions substancials.

### Període mesoamerindi

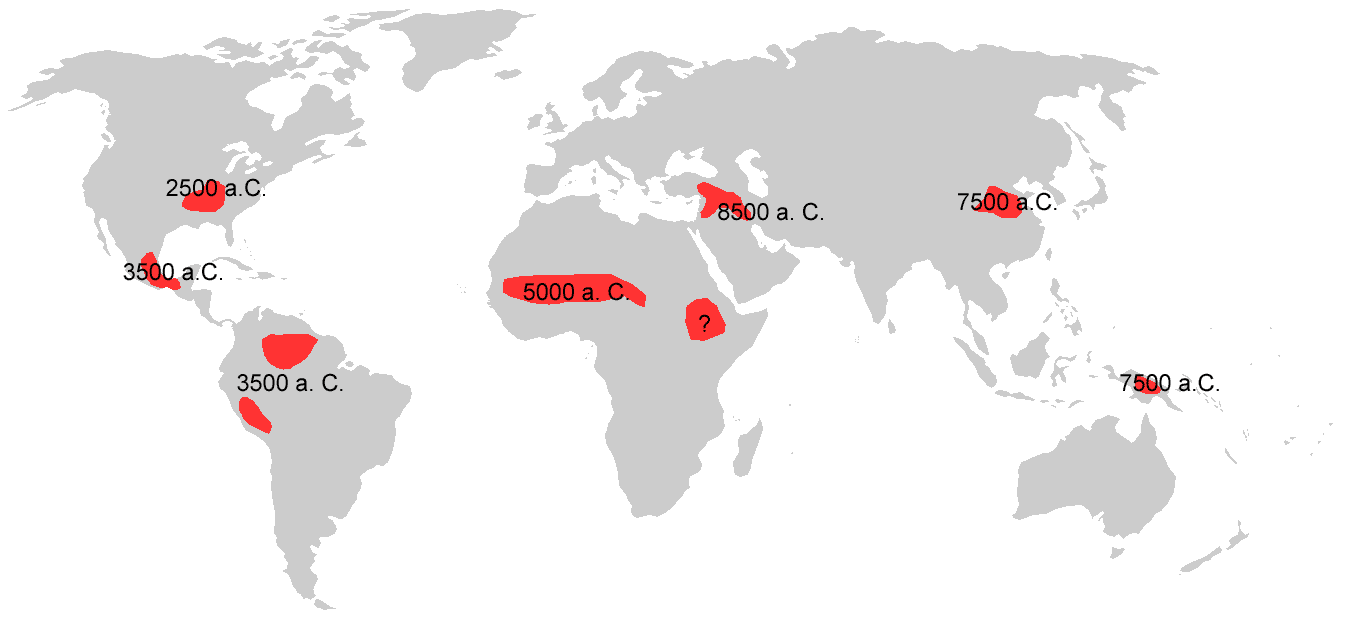
Inicis de l'agricultura en diferents regions del planeta; només es consideren les àrees de desenvolupament primari, no les que van domesticar plantes per influx de regions que prèviament havien desenvolupat l'agricultura

La retirada dels gels cap al nord (fi de la glaciació Wisconsin) va generar importants canvis climàtics i ecològics cap al 8000 aC, provocant l'extinció o l'emigració dels grans animals que constituïen la base de sustentació dels grups paleoamerindis.
El paisatge americà comença a semblar-se a l'actual i els canvis es reflecteixen en les noves societats que sorgeixen en aquest període. Diferents patrons de subsistència, tecnològics i d'assentament assenyalen l'aparició del mesoamerindi, que es perllonga fins al 1000 aC. L'alimentació d'aquests grups es basava en la recol·lecció de fruits.

## L'arribada dels primers humans als Andes peruans
Els primers humans van arribar al territori peruà amb les mateixes característiques que els seus avantpassats que van creuar Beríngia, amb els seus rudimentaris coneixements de caça i recol·lecció de fruits, així mateix, amb creences religioses i formant colles o bandes; i comencen a viure en zones riques de flora i fauna, per a després, amb els anys, descobrir l'agricultura i la ramaderia, com va ser el cas de la costa peruana, on es tornen semisedentaris, a causa dels recursos marins que van trobar en les costes, llestes per a ser recol·lectades.
Així, trobem l'ésser humà més antic al Perú, situat a la pascana de Paccaicasa, a la cova de Piquimachay. Sembla que la regió andina compresa entre la línia equatorial i els 20° de latitud sud va ser la zona preferida de les bandes de recol·lectors, caçadors i pescadors, ocupant els pisos ecològics quítxua, suni, puna, yunga i chala. Aquests primers pobladors es van acostumar als Andes i van crear, molts segles després, les primeres cultures andines, i possiblement una de les primeres va ser la del complex de Piki a Ayacucho.
Aquest lloc es trobava a 12 km al nord d'Ayacucho (capital regional de la regió Ayacucho). Les restes van ser situades a la cova de Pikimachay, a una altitud de 2.740 msnm, i es van datar en 15.500 anys, en el pis ecològic serra quítxua. Hi ha altres evidències primerenques d'ocupació dels Andes peruans a Jayhuamachay, Pachamachay i Cerro Huargo, en el 13500 aC.
El 1969, el nord-americà Thomas Lynch (Universitat Cornell) va descobrir els vestigis culturals més importants, del 10560 aC (mostra GX 1859), en la denominada cova del Guitarrero, a 6 quilòmetres al sud de la ciutat de Yungay, en la riba occidental del riu Santa, en el Callejón de Huaylas, regió d'Ancash, província de Yungay, a la sierra Negra, al nord dels Andes peruans. La cova es troba a 2.580 msnm, i allí s'han trobat restes fòssils, i segons la seva data, va ser utilitzada durant tots els segles del nomadisme i de l'època dels inicis de l'agricultura, per la qual cosa a aquest lloc se'l considera "un dels grans testimoniatges de l'origen de l'agricultura a Amèrica"; pertany al pis ecològic denominat quítxua. En els estrats inferiors s'han trobat puntes de projectils i restes de ganivets; segons el seu descobridor, l'arqueòleg Thomas Lynch, sembla que va ser la primera fàbrica andina d'instruments i armes. En la costa peruana, prop de Lima, a Ancón, es troba Chivateros, prop de la desembocadura del riu Chillón, que evidencia la presència humana cap al 8500 aC.
Altres jaciments importants són els de Lauricocha, a Huánuco, conjunt entre els 3.950 msnm a la regió Suni i els 4.500 msnm a la regió Puna. Aquí es va trobar raspadors, ossos fossilitzats de camèlids i cèrvids (taruga o taruca), arrels i tubercles, projectils de puntes foliàcies en forma de salze o llorer, tombes, la majoria de nens, figures d'animals, representació de danses cerimonials, etc., amb una antiguitat del 8000 aC, amb comprovació científica irrefutable. De menor importància són Tres Ventanas, Guitarrero II, pont Jayhua, Toquepala (Tacna), Pachamachay i Telarmachay a Junín, i també Santo Domingo de Paracas.
En l'etapa dels caçadors superiors, s'inicia l'explosió cultural de l'ésser humà andí peruà i s'inicia amb les pintures rupestres, que eren pintades en les parets de les coves i en algunes pedres cerimonials. La revolució agrícola es dona a l'actual territori del Perú entre el 6000 i el 2500 aC i va convertir el nòmada en sedentari, el caçador en pastor, el recol·lector en agricultor.

## Arqueogenètica

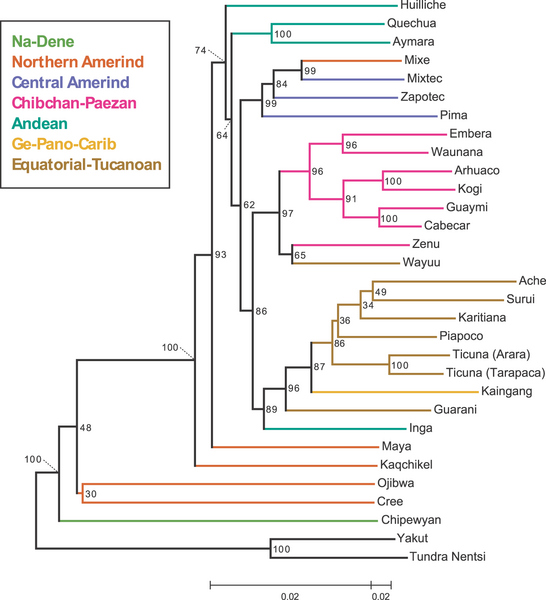
Un arbre genètic autosomal mostrant les principals relacions neighbor-joining entre les poblacions americanes

L'haplogrup més comunament associat en la genètica ameríndia és l'haplogrup Q3 del cromosoma Y humà; com (mtDNA), difereix d'altres cromosomes nuclears en què la major part del cromosoma Y és únic i no es recombina durant la meiosi. Això permet que el patró històric de les mutacions s'estudiï fàcilment. El patró indica que els indígenes americans han experimentat dos episodis genètics molt distintius; primer amb el poblament inicial d'Amèrica, i en segon lloc amb la colonització europea d'Amèrica. El primer és el factor determinant per al nombre de gens llinatges i haplotip originaris presents en l'actual població indígena americana.
Els assentaments humans a les Amèriques van tenir lloc en etapes, des de la línia de la costa de la mar de Bering, amb una parada inicial de 20.000 anys a Beríngia per a la població fundadora. La diversitat microsatèl·lit i la distribució del llinatge Y específiques a Amèrica del Sud indiquen que certes poblacions ameríndies s'han aïllat des de la colonització inicial de la regió. Les poblacions Na-Dené, inuit i natius d'Alaska exhibeixen mutacions en l'haplogrup Q del cromosoma Y humà, però tanmateix són diferents de les d'altres grups indígenes americans amb diverses mutacions ADNmt. Això suggereix que els primers immigrants en els extrems nord d'Amèrica del Nord i Groenlàndia derivaren de les poblacions posteriors.